# Pierre à aiguiser
 (août 2016).
Si vous disposez d'ouvrages ou d'articles de référence ou si vous connaissez des sites web de qualité traitant du thème abordé ici, merci de compléter l'article en donnant les références utiles à sa vérifiabilité et en les liant à la section « Notes et références ».

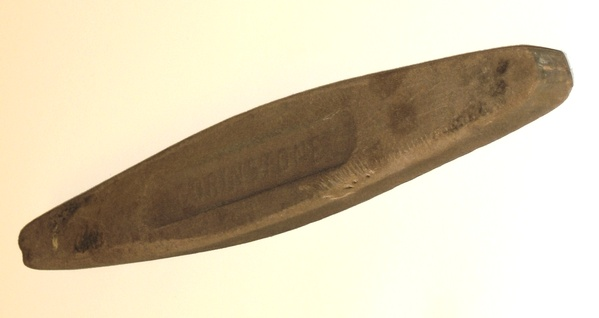
Une pierre à faux (à eau).

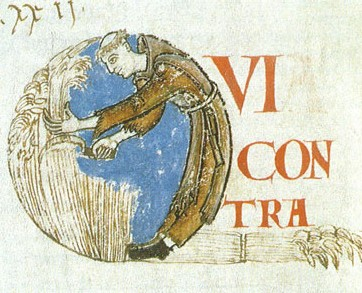
Moine moissonneur portant une pierre à aiguiser à la ceinture.

Une pierre à aiguiser ou pierre à affûter est une pierre destinée à redonner du tranchant aux lames qui se frotte sur une de ses faces.

## Variétés et mode d'utilisation
- Une pierre à aiguiser en forme de parallélépipède aplati est habituellement posée sur un plan de travail et sert à l'affûtage des couteaux, rasoirs et ciseaux à bois.
- Une pierre pointue à ses deux extrémités, et donc ovale, est destinée à être saisie pour être frottée le long de la lame d'une faux, faucille, serpe, etc. Elle s'appelle dans ce cas pierre à faux.
- Il existe également des pierres à gouges dont les bords arrondis s'adaptent aux gouges.
- Les pierres utilisées pour les couteaux de boucher sont plus particulièrement allongées.

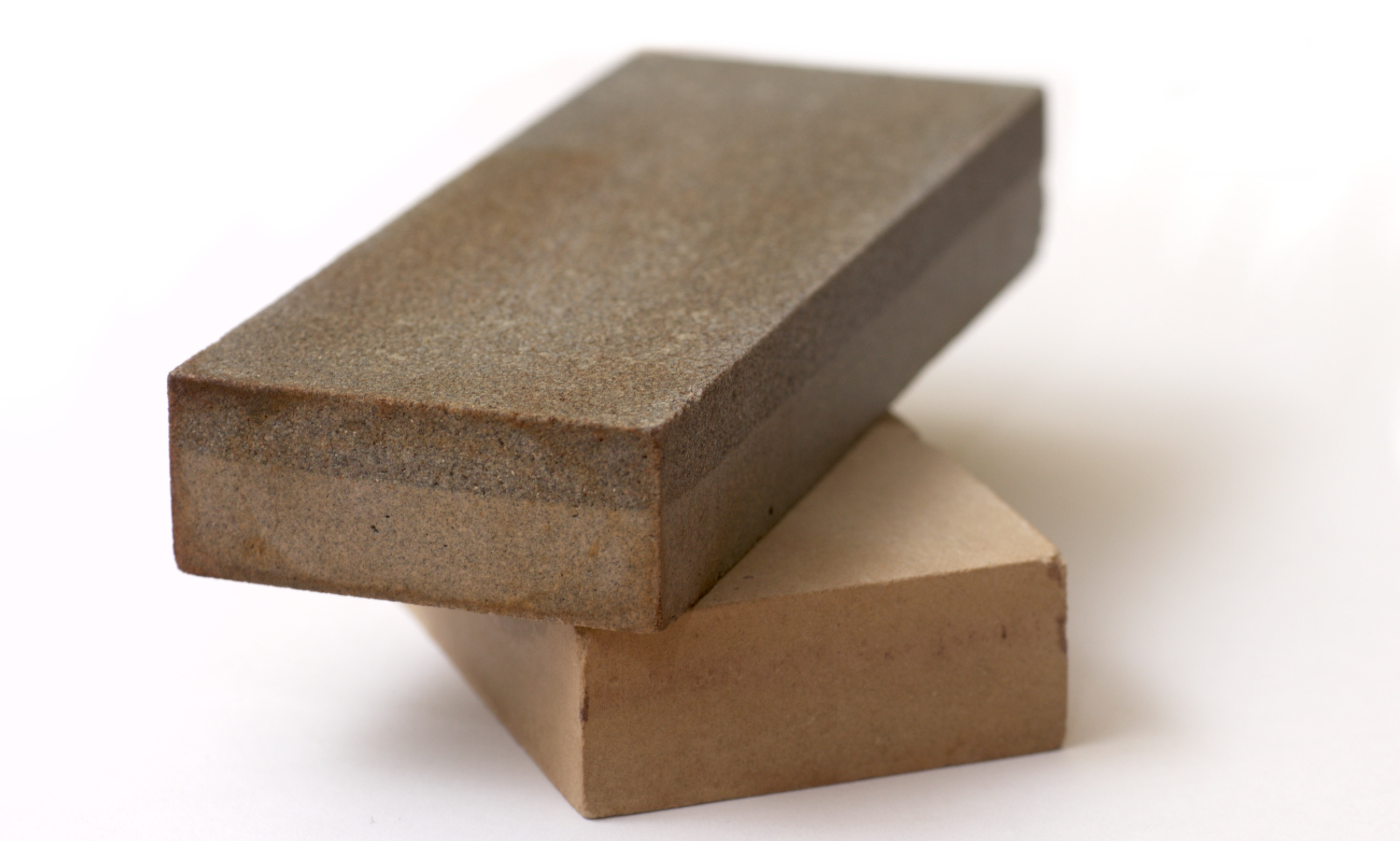
Deux pierres à aiguiser.

En France, dans le Nord et le Pas-de-Calais le faucheur pouvait se servir de sable fin ou de grès finement broyé mélangé à de l'eau, transporté dans son récipient appelé « coffin », plutôt que d'une pierre à aiguiser. Ce mélange était aussi dénommé « sâbouré ». Le pot à sâbouré existait et le mot sâbouré est attesté à Bermeries.
Le vieux-français connaît « savoure » et « saburre »  au sens de « lest » (lest pouvant être fait de pavés de grès, ou de sable).
En italien savorra vient de saorra (sable). Étymologiquement, saburra désigne le ballast.

## Pierre naturelle
La pierre peut provenir d'une carrière : elle est dite naturelle et est préférée pour un affûtage très fin. Il s'agit notamment de grès, ou de schiste.

### Origines
À partir du VIIe siècle et pendant une bonne partie du Moyen Âge, de nombreuses pierres à aiguiser en schiste sont exportées au loin depuis les carrières de Mostadmark et Eidsborg en Norvège.
En France, les pierres à affûter proviennent de carrières de Lorraine (grès des Vosges) ou des Pyrénées (grès schisteux de la vallée de Saurat).
Au XXe siècle, le catalogue Manufrance a également proposé une pierre de novaculite (en), dite Pierre Arkansas, au grain fin, avec une version de poche ne pesant que vingt grammes.
Originaire de Belgique, le  coticule de Vielsalm est une pierre à rasoir réputée pour sa finesse et sa longévité.

### Mode d'utilisation
On l'utilise mouillée d'eau ou d'huile ; elle prend alors le nom de pierre à huile. Toutefois, pour leur durée de vie, il est recommandé de ne pas utiliser d'huiles minérales ou végétales visqueuses ou siccatives, mais d'utiliser du pétrole en guise d'huile. En effet, une huile un tant soit peu siccative aura tendance à boucher les pores de la pierre, l'huile séchée liant les débris de pierre et de métaux, ce qui diminue tout d'abord le grain de la pierre, avant que de la rendre totalement inefficace. Pour remédier à cela, dans le cas d'une pierre trop longtemps utilisée avec de l'huile végétale, on peut la faire tremper dans l'acétone avant de la brosser avec une brosse métallique fine, ou une brosse à dents.
Neuve, une pierre dite « à huile » ne pâtira pas d'être utilisée à l'eau, tandis qu'une fois utilisée à l'huile, son usage à l'eau sera impossible sauf nettoyage préliminaire à l'aide d'un solvant adéquat.
Utilisée à l'eau, une pierre sera en général plus agressive qu'à l'huile, à grain égal.

## Pierres de synthèse
Il existe également des pierres de synthèse ou pierres artificielles, en corindon notamment. Plus mordantes, elles sont conçues pour l'affûtage des aciers plus durs. Elles s'utilisent sèches ou légèrement huilées. On trouve également depuis plusieurs années des pierres au diamant, qui sont constituées d'un support généralement métallique sur lequel est collée de la poudre de diamant. Elles s'utilisent à l'eau.
Certaines d'entre elles présentent des guides, de façon à garder aisément un angle fixe, soit pour placer la lame par rapport à elles, soit dans certains cas pour les placer par rapport à la lame, suivant le type d'outil à aiguiser, et suivant que l'on fait bouger la lame ou la pierre. Accessoirement, il existe des guides à fixer, non à la pierre, mais à l'outil pour conserver l'angulation idéale.

## Coffin

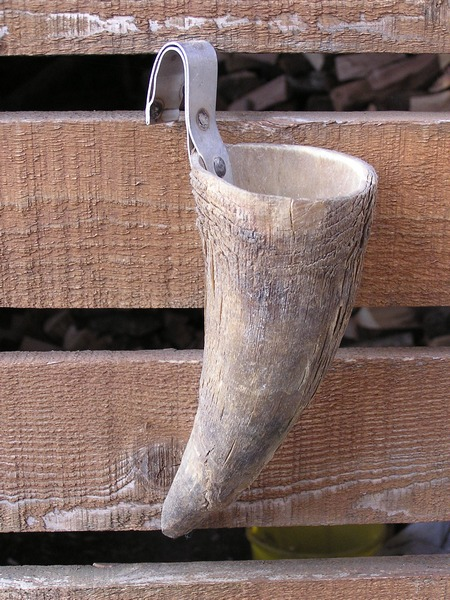
Coffin dans une corne de bovin.

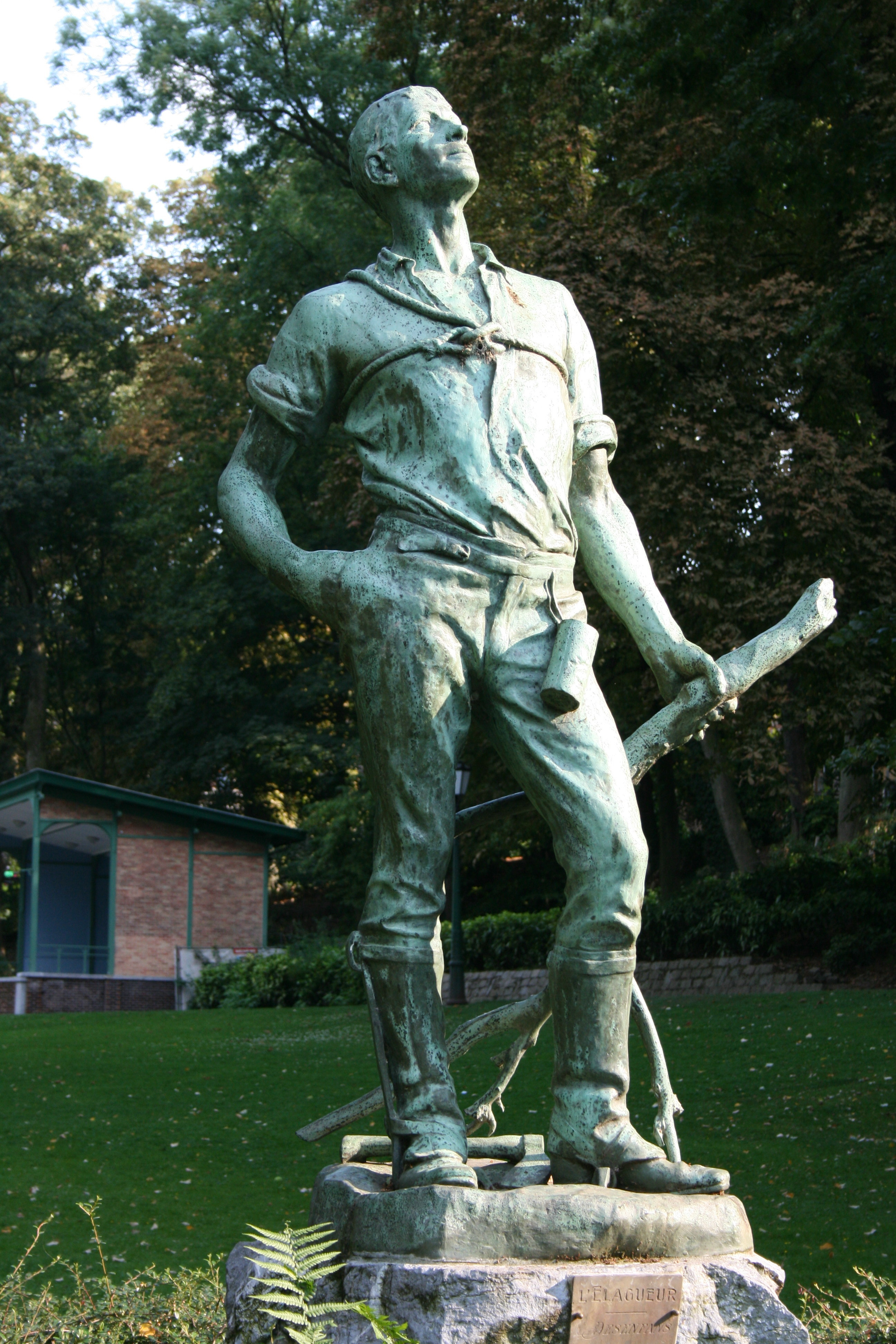
L’Élagueur d'Albert Desenfans. Il porte un coffin à la ceinture.

Pour l'avoir à portée de main, la pierre à faux peut être placée dans un « coffin » ou réservoir à eau, traditionnellement taillé dans la corne d'un bovin ou dans un morceau de bois, voire en fer blanc, suivant les régions. Ce dispositif peut être fixé au niveau de la ceinture.

## Degrés de finesse, angle d'aiguisage et qualité de coupe
La coutellerie traditionnelle japonaise emploie une des gammes de finesses de pierre à aiguiser parmi les plus progressives au monde, commençant d'un grain correspondant au 300, pour finir par des grains d'une finesse équivalente au grain 8000, si l'on emploie la même notation que celle appliquée aux papiers de verre.
Lorsque l'on aiguise un outil tranchant, il convient d'employer une finesse de pierre croissante, le poli du tranchant influant fortement sur la qualité de coupe, pour ainsi dire au même titre que le profil de la lame.
Suivant les usages, les angles à employer sont différents, ainsi que la finesse requise. Par exemple, les couteaux utilisés en boucherie sont réalisés dans des aciers tendres, pour un aiguisage facilité, en général au fusil d'aiguisage pour l'entretien du fil. Dans ce cas précis, le fusil fournit un aiguisage grossier, mais idéal, laissant une fine dentelure au fil de la lame, efficace sur la chair, et ce à moindre effort. A contrario, un outil destiné au travail du bois sera plus efficace avec un acier plus dur et un tranchant finement poli (non qu'un tel tranchant soit inefficace sur de la viande, mais le temps nécessaire pour l'atteindre et la rigueur mise à l'entretenir serait contre-productive, dans le cas de la boucherie).

## Dans la culture populaire

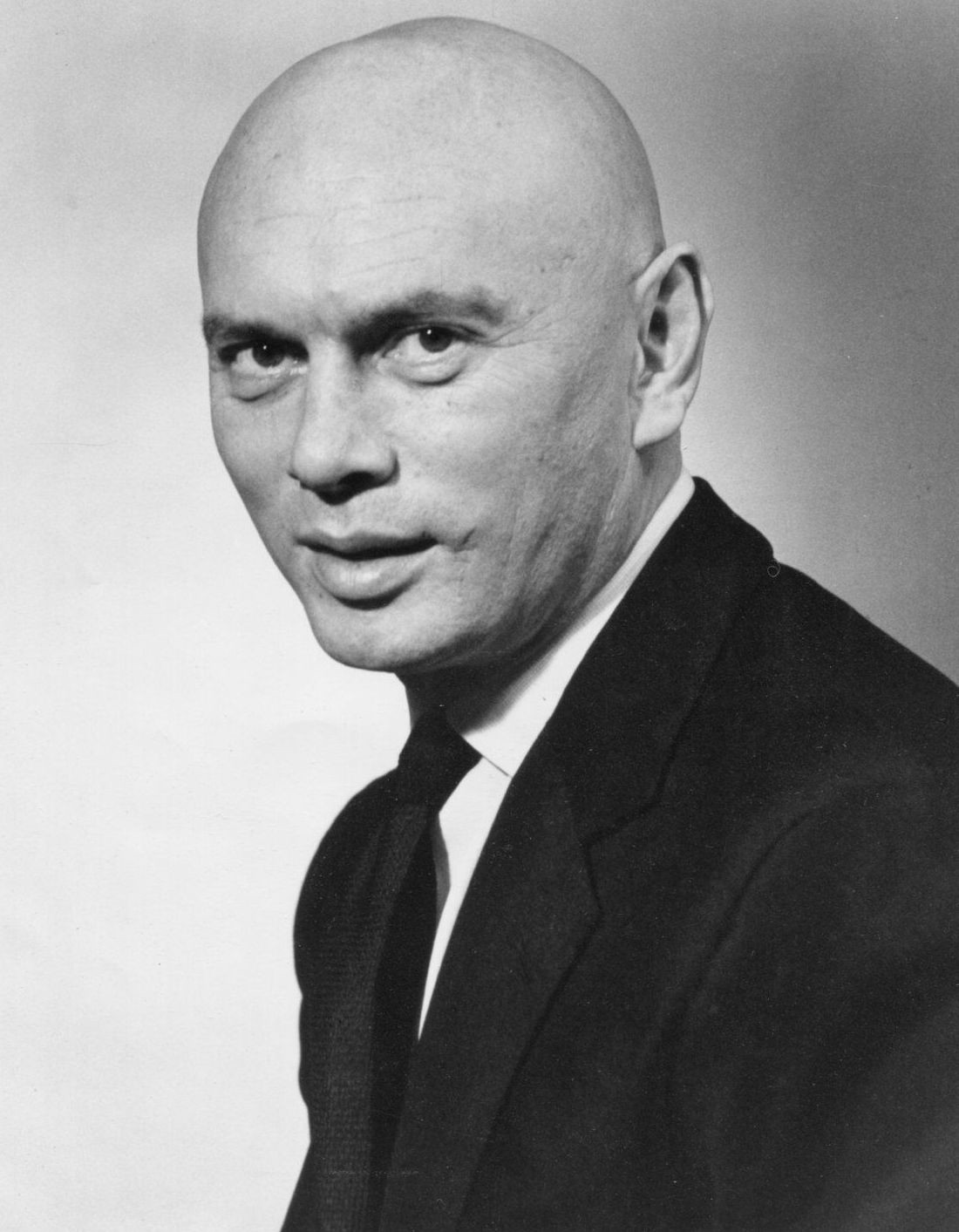
Yul Brynner, bel exemple de "pierre à huile"

Une pierre à huile peut désigner un crâne excessivement chauve.